# Sam Schmidt

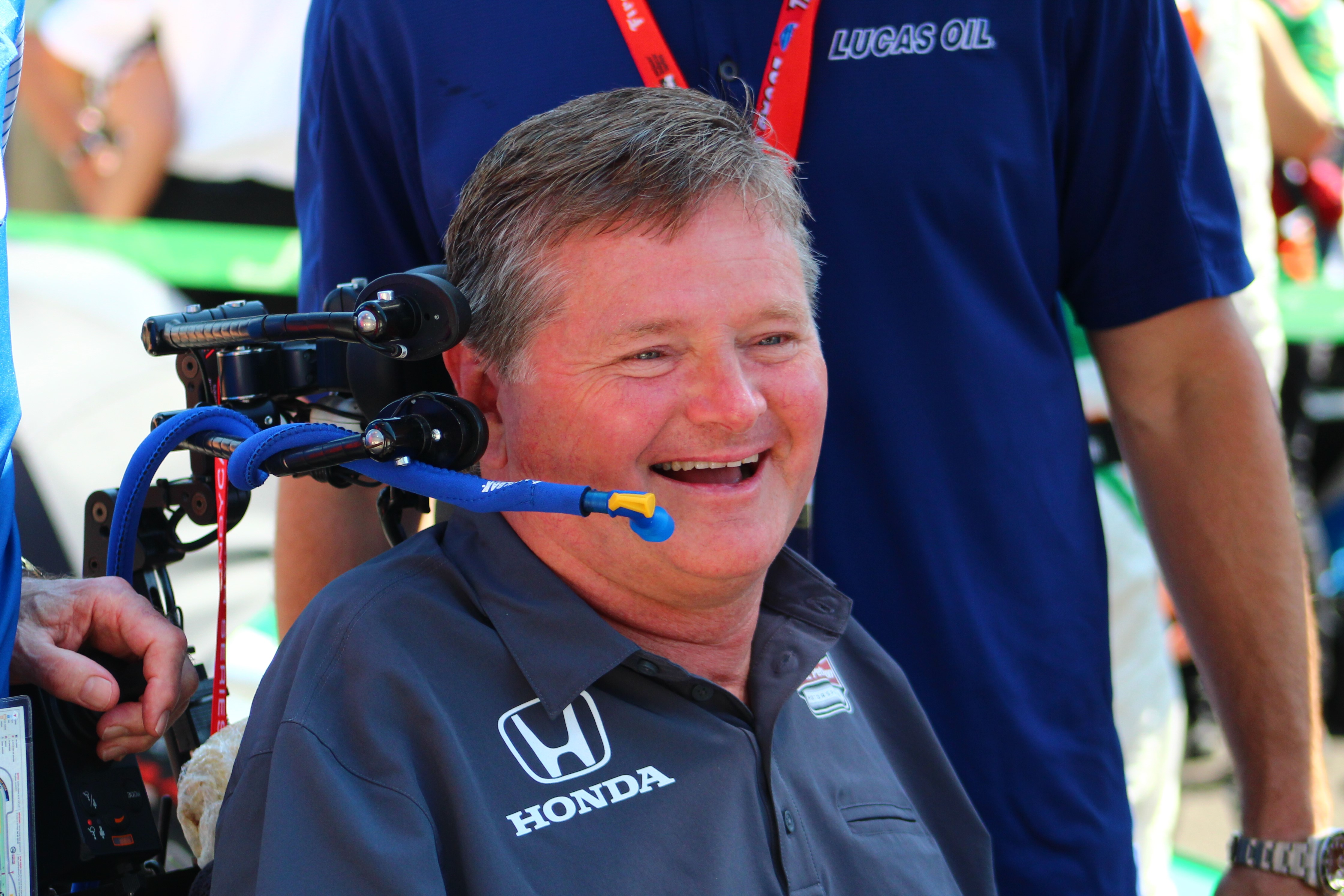
Sam Schmidt 2018

Sam Schmidt (* 15. August 1964 in Lincoln, Nebraska) ist ein ehemaliger US-amerikanischer Automobilrennfahrer, Rennstallbesitzer und Unternehmer. Er startete von 1997 bis 1999 zu 27 Rennen der Indy Racing League. Seit 2001 gehört ihm der Rennstall Schmidt Peterson Motorsports, der in der IndyCar Series und der Indy Lights antritt.

## Karriere
Schmidt absolvierte nach der Schule ein Studium, das er mit dem „Master of Business Affairs“ (MBA) abschloss. Schmidt arbeitet in der Zeit als Unternehmer und nahm an Amateurrennen teil. 1995 entschied er sich im Alter von 31 Jahren, in den professionellen Motorsport als Rennfahrer einzusteigen. Er startete zunächst im USAR Hooters Pro Cup. Ein Jahr später trat er im Formelsport in der U.S. F2000 National Championship an. Er beendete seine erste Saison auf dem vierten Platz in der Meisterschaft.
1997 wechselte Schmidt in die Indy Racing League (IRL). Er startete für Blueprint Racing und LP Racing zu je drei Indy-Racing-League-Rennen. Ein zehnter Platz bei seinem Debüt war seine beste Saisonplatzierung. In der Fahrerwertung wurde er 27. 1998 startete Schmidt für LP Racing/PCI. Nachdem er bei den ersten zwei Saisonrennen zweimal unter die besten zehn Piloten gefahren war, folgten acht weniger erfolgreiche Rennen. Beim Saisonfinale auf dem Las Vegas Motor Speedway beendete Schmidt als Zweiter zum ersten Mal ein Indy-Racing-League-Rennen auf dem Podium. In der Gesamtwertung lag er auf dem 14. Platz. In seiner dritten Indy-Racing-League-Saison fuhr Schmidt für Treadway Racing. Er beendete sechs der zehn Rennen und war dabei stets unter den ersten zehn Piloten. Nach einem dritten Platz in Fort Worth und einem zweiten Platz in Fountain, gewann Schmidt das Indy-Racing-League-Rennen in Las Vegas. Mit 233 Punkten schloss er die Saison auf dem fünften Meisterschaftsplatz ab. Auf den Meister Greg Ray hatte er einen Rückstand von 60 Punkten.
2000 sollte Schmidt seine vierte Indy-Racing-League-Saison bestreiten. Bei Testfahrten auf dem Walt Disney World Speedway in Orlando hatte Schmidt einen schweren Unfall. Schmidt ist seit diesem Unfall von der Brust abwärts querschnittsgelähmt.
2001 gründete Schmidt den Rennstall Sam Schmidt Motorsports, der seitdem in der IndyCar Series (ehemals Indy Racing League) an den Start geht. Zudem ist das Team in der Indy Lights aktiv. Dort gewannen mit Thiago Medeiros (2004), Jay Howard (2006), Alex Lloyd (2007), Jean Karl Vernay (2010), Josef Newgarden (2011) und Tristan Vautier (2012) insgesamt sechs Fahrer den Meistertitel. Seit 2013 firmiert der Rennstall unter dem Namen Schmidt Peterson Motorsports.

## Sonstiges
Schmidt gründete nach seinem Unfall die Sam Schmidt Paralysis Foundation, die sich für die Erforschung von Heilungsmöglichkeiten und Behandlungen einer Querschnittslähmung sowie eine Verbesserung der Lebensqualität einsetzt.

## Statistik

### Karrierestationen
- 1995: USAR Hooters Procup Series
- 1996: U.S. F2000 National Championship (Platz 4)
- 1997: Indy Racing League (Platz 27)
- 1998: Indy Racing League (Platz 14)
- 1999: Indy Racing League (Platz 5)

### Einzelergebnisse in der IndyCar Series
| Saison    | Team             | 1      | 2     | 3       | 4      | 5       | 6      | 7      | 8      | 9      | 10     | 11    | Punkte | Rang |
| --------- | ---------------- | ------ | ----- | ------- | ------ | ------- | ------ | ------ | ------ | ------ | ------ | ----- | ------ | ---- |
| 1996/1997 | Blueprint Racing | NWH    | LVS   | WDW     | PHX 10 | INDY 34 | TXS 23 | PPI    |        |        |        |       | 76     | 27.  |
| 1996/1997 | LP Racing        | NWH    | LVS   | WDW     |        |         |        | PPI    | CHR 18 | NH2 22 | LV2 27 |       | 76     | 27.  |
| 1998      | LP Racing/PCI    | WDW 9  | PHX 7 | INDY 26 | TXS 18 | NWH 12  | DOV 17 | CHR 14 | PPI 13 | ATL 15 | TX2 27 | LVS 2 | 186    | 14.  |
| 1999      | Treadway Racing  | WDW 27 | PHX 9 | INDY 30 | TXS 3  | PPI 2   | ATL 22 | DOV 5  | PP2 5  | LVS 1  | TX2 22 |       | 233    | 5.   |

(Legende)